# Joan Roth
Joan Roth (geboren am 4. August 1942 als Joan Louise Altman in Detroit) ist eine US-amerikanische Fotografin. Sie ist bekannt für ihre Dokumentation des Lebens in der jüdischen Diaspora, insbesondere der Lebenswelt jüdischer Frauen.

## Leben und Werk

### Familie
Joan Roth wuchs in einer jüdischen Familie auf. Sie war die Tochter von Clara June Rubin Altman und Albert Jay Altman. Sie hatte eine ältere Schwester, Marjorie Ruth, und einen älteren Bruder, Burton Lee. Ihre Mutter wurde in New York geboren; ihre Großmutter mütterlicherseits stammte aus Breslau. Ihr Vater wurde in der Ukraine geboren. In New York arbeitete er als Zahnarzt. Beide Eltern stammten aus orthodoxen jüdischen Familien; Joan und ihre Geschwister wurden religiös erzogen.
Von 1963 bis 1971 war Joan Roth mit Jac Roth verheiratet. Sie haben zwei gemeinsame Töchter: Melanie Jo, geboren 1964, und Alison Jae, geboren 1966. Seit 1998 ist Roth mit Leonard Sanders verheiratet. Das Paar lebt in New York.

### Ausbildung
1968 begann Joan Roth ein Filmstudium an der New York University, entschied sich aber früh, zur Fotografie zu wechseln. Im Studio des Fotografen Josef Schneider erlernte sie die technischen Grundlagen. Künstlerisch beeinflussten sie die Fotografinnen Diane Arbus, von der sie 1972 eine Ausstellung sah, und Lisette Model. Bei Lisette Model besuchte Roth Kurse an der New School for Social Research in New York, außerdem bei George Tice, Philippe Halsman und Marie Cosindas. Sie arbeitete für einige Jahre für Sid Kaplan, der von da an den Druck ihrer Fotografien übernahm.

### Künstlerisches Werk
Joan Roths Projekt Shopping Bag Ladies of New York, an dem sie acht Jahre arbeitete und das sie 1982 fertigstellte, zeigte die Lebenswelt obdachloser Frauen.
1984 begleitete sie die Operation Moses, in der während einer Hungersnot große Teile der Beta Israel, der jüdischen Bevölkerung Äthiopiens, nach Israel ausgeflogen wurden. Roth dokumentierte ihre Reise und ihre Ankunft in Israel. Daraus entstand die Ausstellung The Jews of Ethiopia – A People in Transition, die im Jewish Museum in New York und im Beit Hatefutsot in Tel Aviv gezeigt wurde.
Roths nächstes Projekt war das Buch Jewish Women. A World of Tradition and Change. Über zwölf Jahre reiste sie um die Welt und dokumentierte das Leben jüdischer Frauen in Äthiopien, Jemen, Israel, Marokko, Indien, Usbekistan, der Ukraine, Ungarn, Rumänien und Bulgarien.
Neben dem Jewish Museum waren Joan Roths Fotografien unter anderem im Brooklyn Museum und im International Center of Photography zu sehen.

## Veröffentlichungen
- 1982: Shopping Bag Ladies of New York
- 1995: Jewish Women. A World of Tradition and Change
- 1997: Famous Jewish Women in History (mit Judith Reesa Baskin und Sanford L. Batkin)
- 2003: Jews of Ethiopia. Last Days of an Ancient Community